# GSM-R

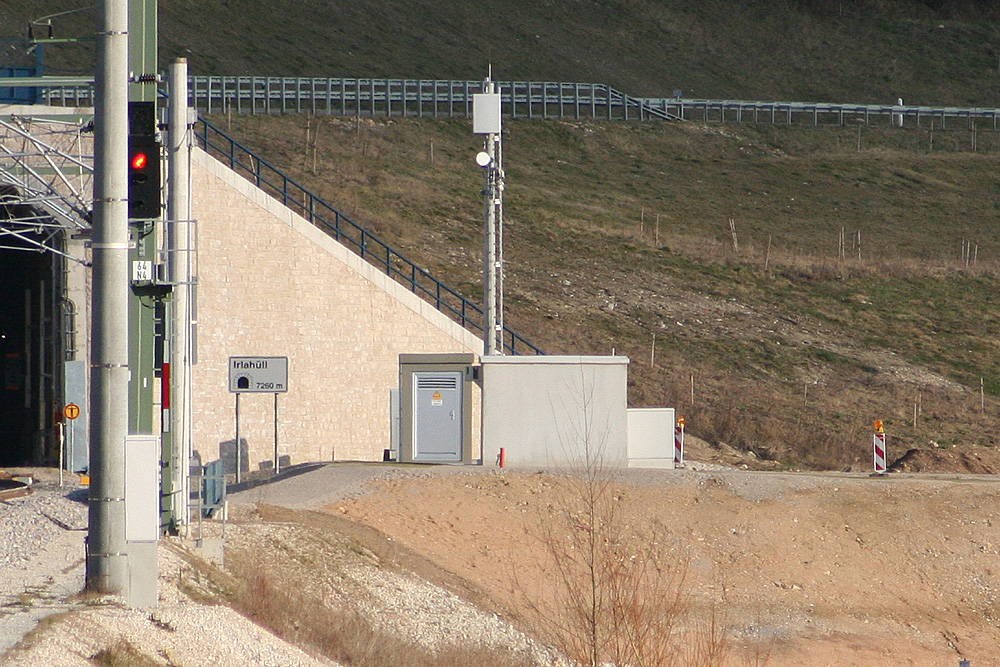
Stožár vysílače GSM-R na vysokorychlostní trati Norimberk – Ingolstadt

GSM-R, Global System for Mobile Communications – Railway, případně GSM-Railway je mezinárodní standard bezdrátové komunikace určený pro železniční aplikace. Je součástí European Rail Traffic Management System (ERTMS), v němž se používá pro komunikaci mezi vlakem a dispečerskými centry řízení železnice. Systém je založen na specifikacích GSM a EIRENE – MORANE, které zaručují funkci při rychlostech do 500 km/h bez jakéhokoli výpadku komunikace.
GSM-R je založeno na technologii GSM a ekonomicky profituje z jejího rozšíření, což umožňuje cenově příznivou digitální náhradu stávajících nekompatibilních analogových komunikačních sítí na železnici, a to kabelových i rádiových. V Evropě je zaznamenáno více než 35 takových systémů.
Standard je výsledkem více než desetileté spolupráce mezi různými železničními společnostmi Evropy s cílem dosáhnout interoperability pomocí jediné komunikační platformy. GSM-R je součástí nového standardu European Rail Traffic Management System (ERTMS). Díky přenosu informace o návěstech přímo strojvedoucímu umožňuje zvýšení rychlosti vlaků i propustnosti tratí při vysokém stupni zabezpečení.
Specifikace, založená na projektu MORANE (Mobile Radio for Railways Networks in Europe) financovaném Evropskou unií, byla dokončena v roce 2000. Je prosazována projektem ERTMS Mezinárodní železniční unie. GSM-R bylo zvoleno 38 státy celého světa, kromě členských států Evropské unie i státy v Asii, severní Africe a Austrálii. V Německu, Itálii a Francii má síť GSM-R mezi 3 a 4 tisíci základnových stanic. Ve Spojeném království se plánuje více než 14 000 km tratí vybavených GSM-R, přičemž 280 km už je v provozu.

## Základní vlastnosti
GSM-R je bezpečná platforma pro hlasovou i datovou komunikaci mezi provozními zaměstnanci železnic, jako jsou strojvedoucí, dispečeři, výpravčí, posunovači nebo vozmistři. Zahrnuje funkce obousměrného (VGCS) i jednosměrného (VBS) skupinového volání, výběr volaného na základě polohy volajícího a přednost tísňových volání. V budoucnu má zajišťovat také sledování přepravovaného nákladu, kamerový systém ve vlacích i stanicích a poskytování informací cestujícím.
GSM-R typicky využívá vyhrazené stožáry základnových stanic umístěné blízko železnice. Vzdálenost mezi dvěma základnovými stanicemi je 7–15 km. To zajišťuje vysoký stupeň redundance, dostupnosti a spolehlivosti. Vlak v každém okamžiku udržuje okruhově přepínané digitální spojení do centra řízení vlaků. Jeho modem pracuje s vyšší prioritou než běžní uživatelé (viz eMLPP). Pokud dojde ke ztrátě spojení, vlak automaticky zastaví.[zdroj⁠?!]

### Nadřazené systémy
GSM-R je součástí ERTMS (European Rail Traffic Management systém), který se skládá ze systémů:
- European Train Control System (ETCS),
- GSM-R,
- netechnických částí (viz ERTMS).

### Frekvenční pásma
V Evropě GSM-R používá tato vyhrazená kmitočtová pásma:
- 876 MHz — 880 MHz: využití pro vysílání dat (uplink)
- 921 MHz — 925 MHz: využití pro příjem dat (downlink)

Šířka kanálu je 200 kHz.
Používá se modulace GMSK (Gaussian Minimum Shift Keying). GSM-R využívá časového multiplexu (TDMA). Přenos dat je uskutečňován v periodických rámcích TDMA (s periodou 4,615 ms) pro každý nosný kmitočet. Každý rámec TDMA je rozdělen na 8 timeslotů. Tyto timesloty vytvářejí tzv. fyzické kanály o délce 577 µs. Do nich se umisťují tzv. bursty neboli skupiny 148 bitů. Bity nevyplňují celou délku timeslotu, ale jsou doplněny ještě tzv. ochrannou dobou, kdy se nevysílá. 114 (2x57) bitů z burstu lze využít pro přenos dat (hovor/data/signalizace).
GSM-R obsazuje dolní rozšíření frekvencí GSM 900 MHz (pásmo 890 MHz — 915 MHz pro vysílání a 935 MHz — 960 MHz pro příjem), jak bylo stanoveno v 3GPP TS 05.05 V8.20.0 (2005–11). V Číně GSM-R využívá 4 MHz široké pásmo z rozsahu E-GSM (900 MHz-GSM).

## Použití GSM-R
GSM-R dovoluje nové služby a aplikace mobilní komunikace v několika oblastech:
- přenos oznámení Long Line Public Address (LLPA) do vzdálených stanic podél trasy
- řízení a ochrana (automatické řízení vlaku/ETCS a ERTMS)
- komunikace mezi strojvedoucím a dispečerským centrem
- komunikace mezi posádkou vlaku
- zasílání informací pro ETCS
- komunikace mezi železničními stanicemi, seřaďovacími nádražími a širou tratí

### Hlavní použití
GSM-R se používá k přenosu dat mezi vlaky a železničními dispečerskými centry vybavenými 2. a 3. úrovní ETCS. Když vlak přejede eurobalízu, vyšle informaci o své nové poloze a rychlosti, potom obdrží souhlas (nebo nesouhlas) k jízdě do dalšího traťového oddílu a novou nejvyšší dovolenou rychlost. Návěstidla podél trati tedy získávají redundanci.

### Další použití

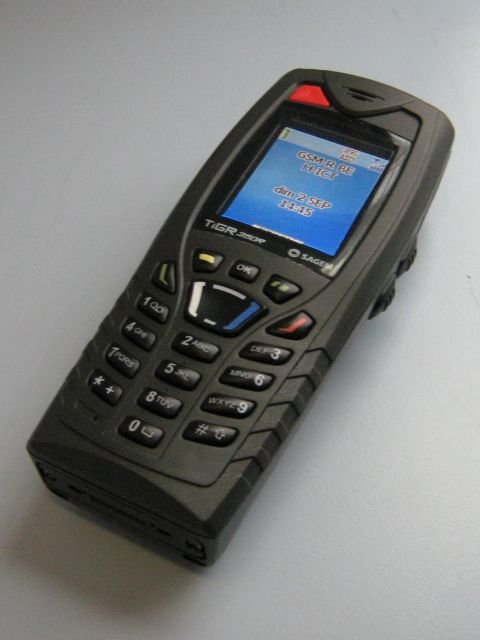
Mobilní telefon GSM-R používaný u NMBS/SNCB

Podobně jako jiná zařízení GSM umí vybavení GSM-R přenášet data a hlas.
Nové funkce GSM-R v mobilní komunikaci jsou založeny na GSM a specifikovány projektem EIRENE.
Funkce přenosu hlasu:
- PtP Call: Point-to-Point Call, stejný druh volání jako běžné volání přes GSM
- VGCS: Voice Group Call System, skupinový hovor podobný komunikaci vysílaček
- VBS: Voice Broadcast System, podobný VGCS, ale mluvit může jen iniciátor volání (ostatní pouze poslouchají)
- REC: Railways Emergency Call, speciální VGCS s vysokou prioritou vyhrazený pro případ nouze
- Řízení priorit všech druhů volání (PtP, VGCS, VBS a REC)

Přídavné funkce:
- Adresování podle funkce, systém přezdívek umožňující volat účastníkovi sítě GSM-R pouze na základě znalosti jeho aktuální funkce (např. strojvedoucí vlaku číslo …)
- Režim posunu pro uživatele pracující v kolejišti.

## Funkce GSM-R

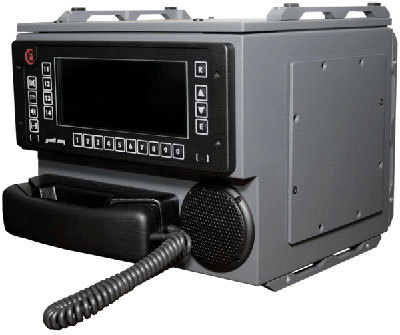
Přenosná souprava GSM-R pro strojvedoucího

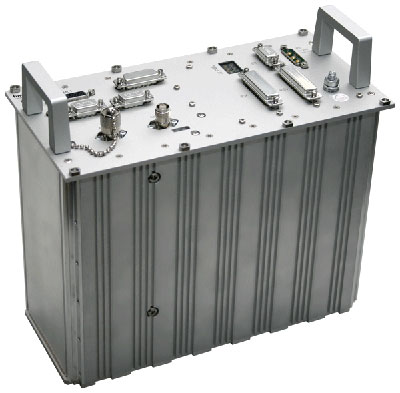
Kompaktní vysílačka GSM-R pro strojvedoucího

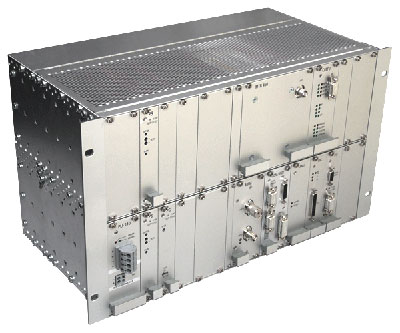
Dvourežimová vysílačka strojvedoucího (GSM-R a UIC 751-3) jako 19" rack

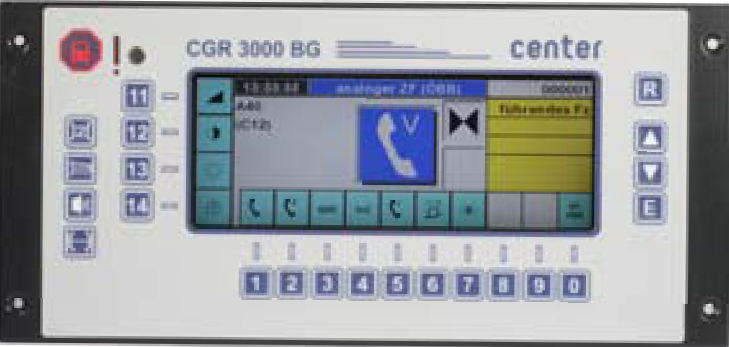
Uživatelské rozhraní GSM-R s barevným displejem

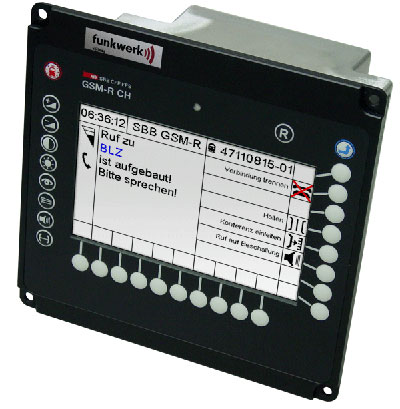
Ovládací zařízení GSM-R pro SBB

### Funkce ASCI (Advanced Speech Call Items)

#### VGCS (Voice Group Call Service)
VGCS umožňuje velkému počtu účastníků účastnit se jednoho hovoru. Tato funkce napodobuje skupinové volání analogových vysílaček s tlačítkem Push-to-Talk (PTT).
Jsou definovány tři druhy uživatelů: Hovořící, Poslouchající a Dispečer. Hovořící se může stát poslouchajícím uvolněním tlačítka PTT a poslouchající se stane hovořícím stisknutím tlačítka PTT.
Hlavní výhodou VGCS oproti vícestranným voláním (funkce konferenčního hovoru v GSM) je efektivita využití sítě. Všichni poslouchající uživatelé v jedné buňce využívají dohromady pouze jeden timeslot na jedné frekvenci a hovořící jeden timeslot na dvou frekvencích (jako u volání point-to-point), zatímco u konferenčního hovoru má každý uživatel vyhrazený vlastní timeslot na dvou frekvencích.

#### VBS (Voice Broadcast Service)
VBS je jednosměrné skupinové volání: na rozdíl od VGCS zde může mluvit pouze iniciátor volání. Ostatní účastníci jsou pouze posluchači. Tento způsob volání se obvykle používá k vysílání zaznamenané zprávy nebo pro reklamu.

#### REC (Railway Emergency Call)
REC je skupinové volání (VGCS) vyhrazené pro naléhavé volání. Je to volání vyšší priority (priorita REC je na úrovni 0 — viz eMLPP).

### Multi-Level Precedence and Pre-emption Service (eMLPP)
Tato funkce určuje prioritu volání. Jsou možné tyto úrovně priority:
- A a B: Nejvyšší úrovně priority (vyhrazené pro zprávy sítě)
- 0: Nejvyšší úroveň priority pro ASCI a normální volání (užívaná především pro volání REC)
- 1: Nižší priorita než úroveň 0
- 2: Nižší priorita než úroveň 1
- 3: Nižší priorita než úroveň 2
- 4: Nejnižší úroveň priority (výchozí priorita pro volání Point-to-Point)

Pro volání priorit 0, 1 a 2 je dostupná funkce automatické přijetí s časovačem.

### Funkce Eirene

#### Správa číslování podle funkcí
- Číslování podle funkcí dovoluje volat mobilní stanici podle její funkce: strojvedoucí vlaku č. … a podobně
  - Používá:
    - USSD a Follow Me
    - UUS1 (pro číslicový displej)

- Adresování závislé na poloze
  - Vylepšení číslování podle funkcí
  - Dovoluje zavolat nejbližší mobilní stanici dané funkce: nejbližší strojvedoucí, výpravčí, …

#### Potvrzení ukončení hovoru
Potvrzení ukončení hovoru je dostupné pouze pro skupinová volání (VGCS) nejvyšší priority (úroveň 0) a jednosměrná skupinová volání (VBS) (viz eMLPP).
Spočívá ve zprávě o ukončení hovoru, kterou posílají všechny mobilní stanice (MS), které se účastnily hovoru s vysokou prioritou (včetně iniciátora). Tato zpráva informuje o:
- Typu hovoru
- Době trvání hovoru
- Identitě MS
- Příčině ukončení hovoru:
  - Normální, ukončen uživatelem
  - MS vypnuta uživatelem
  - MS vypnuta v důsledku slabé baterie

Pokud zpráva nemůže být odeslána (vypnutí MS), pokusí se MS odeslat ji znovu (i víckrát, pokud je to potřeba) po následujícím zapnutí.

#### Režim posunu
Režim posunu je pojem označující aplikaci, která reguluje a řídí přístup uživatele ke komunikaci během posunu.
K ujištění strojvedoucího, že rádiové spojení funguje, je poskytován signál o ujištění o spojení (Link Assurance Signal – LAS).

#### Režim přímé komunikace
V režimu přímé komunikace jsou mobilní stanice propojeny přímo, bez účasti sítě. Tento režim byl navržen v EIRENE, ale u digitální technologie nebyl nikdy použit.
Sagem tvrdí, že vyvinul přímý režim pro GSM, ten ale není v současné době zahrnut ve specifikaci GSM-R a nemá vyhrazen žádné kmitočtové pásmo.

## Trh GSM-R

### Hráči na trhu GSM-R
Trh technologie GSM-R se skládá z různých skupin:
Správci dopravní cesty a dopravci
| Stát:              | Správce dopravní cesty:                        | Dopravce:              |
| ------------------ | ---------------------------------------------- | ---------------------- |
| Austrálie          | Department of Transport Victoria               | Metro Trains Melbourne |
| Austrálie          | RailCorp                                       | RailCorp               |
| Německo            | DB Netz                                        | DBAG                   |
| Belgie             | Infrabel                                       | NMBS/SNCB              |
| Česko              | Správa železnic                                | více dopravců          |
| Španělsko          | ADIF                                           | RENFE                  |
| Finsko             | RHK                                            | VR                     |
| Francie            | RFF                                            | SNCF                   |
| Spojené království | Network Rail Limited                           | více dopravců          |
| Řecko              | EDISY S.A.                                     | TrainOSE               |
| Indie              | —                                              | IR                     |
| Itálie             | RFI                                            | TI                     |
| Litva              | LG                                             | LG                     |
| Norsko             | JBV                                            | NSB                    |
| Nizozemsko         | NS Railinfratrust                              | NS                     |
| Saúdská Arábie     | Thales Group společně s Nokia Siemens Networks | Saudi Arabian Railways |
| Švédsko            | BV                                             | SJ                     |
| Švýcarsko          | Siemens spolu s SBB Telecom                    | SBB/CFF/FFS            |
| Stát:                         | Správce dopravní cesty: | Dopravce: |
| ----------------------------- | ----------------------- | --------- |
| Rakousko                      | ÖBB Infrastruktur       | ÖBB       |
| Chorvatsko (pilotní nasazení) | —                       | HŽ        |
| Slovensko (pilotní nasazení)  | ŽSR                     | ZSSK      |
| Stát:         | Správce dopravní cesty: | Dopravce: |
| ------------- | ----------------------- | --------- |
| Čína          | CR                      | KNR       |
| Dánsko        | Banedanmark             | DSB       |
| Maďarsko      | VPE                     | MÁV       |
| Irsko         | CIÉ                     | IÉ        |
| Severní Irsko | —                       | NIR       |
| Lucembursko   | —                       | CFL       |
| Polsko        | —                       | PKP S.A.  |
| Rusko         | —                       | RŽD       |
| Slovinsko     | AZP                     | SŽ        |
| USA           | US-DOT                  | Amtrak    |
Zdroj: UIC (23. května 2006)
Dodavatelé technologie sítěHlavními dodavateli infrastruktury GSM-R jsou společnosti Nokia Siemens Networks, Huawei a Kontron (dříve Kapsch a před tím Nortel). Na síti Správy železnic je provozována infrastruktura od společnosti Kontron.
Řešení dispečerských a řídicích centerSiemens Transportation Systems, NEC Portugal, Frequentis, Wenzel Elektronik a Hörmann Funkwerk Kölleda GmbH.[zdroj?]
Výrobci terminálů
Výrobci příručních telefonů
Sierra Wireless (dříve Sagemcom) – hlavní dodavatel příručních telefonů GSM-R, následovaný společnostmi Selex Communications, Triorail. V ČR je dodavatelem GSM-R terminálů brněnská společnost DCom.[zdroj?]
Výrobci vysílaček pro stanoviště strojvedoucího
Selex Communications, Siemens Transportation Systems, NEC Portugal, Alstom, Center Systems, Nortel a Hörmann Funkwerk Kölleda GmbH. V ČR pardubické firmy T-CZ (VS-67) a RADOM (FXM20, 25, MTR10). Hlavními dodavateli jádra GSM-R těchto vysílaček jsou Hörmann Funkwerk Kölleda (dříve Kapsch) a Sierra Wireless.[zdroj?]

### Železnice používající GSM-R

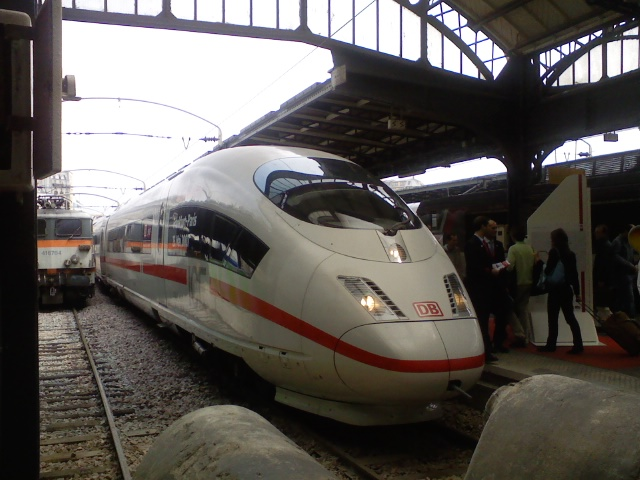
ICE 3M ve stanici Paris-Est

V případě, že provozovatel dráhy plánuje implementovat ETCS v Levelu 2 nebo vyšším, musí pro datový přenos mezi radioblokovou centrálou a drážním vozidlem používat síť GSM-R.

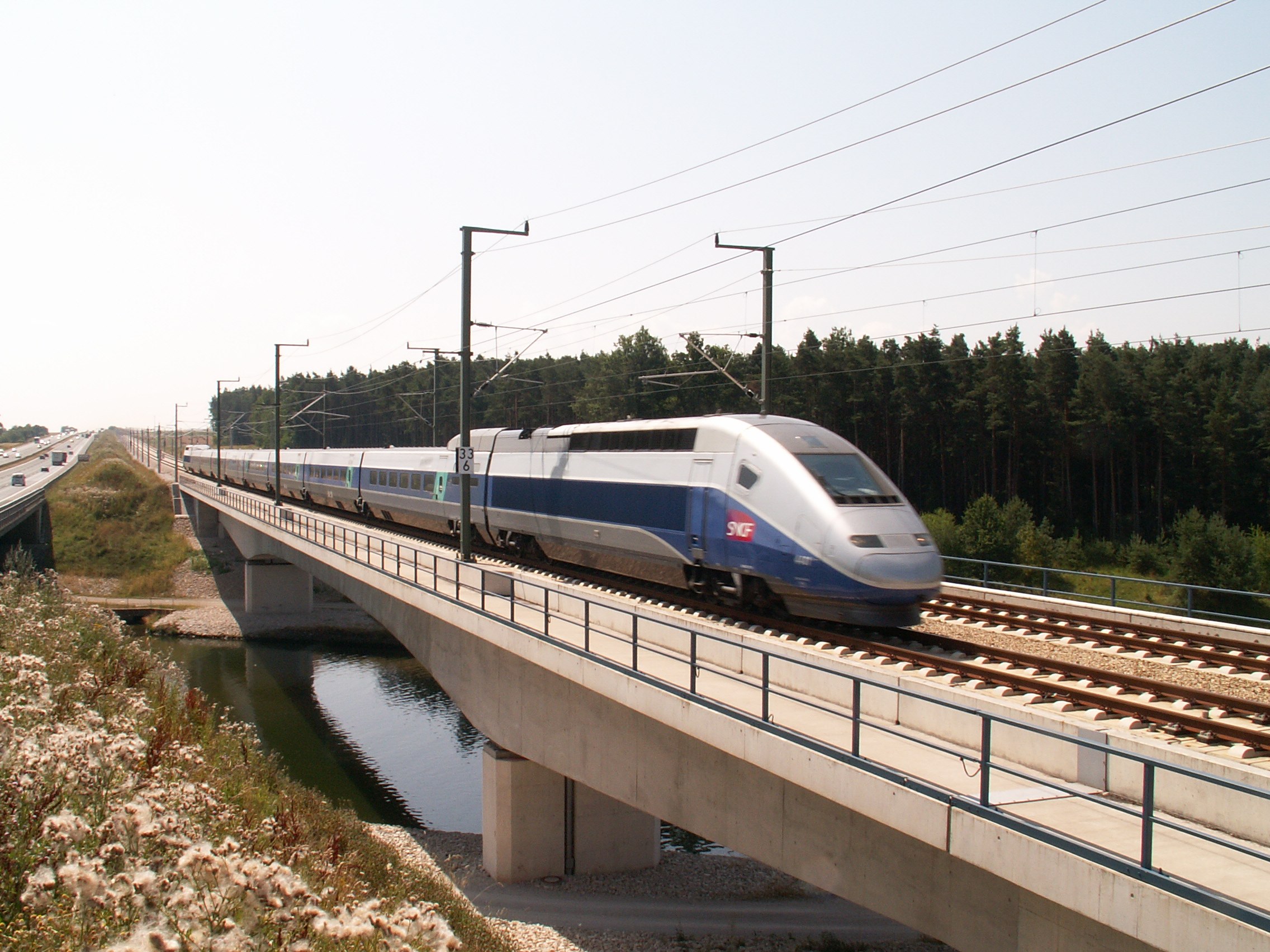
TGV POS spojující Paříž s Německem a Švýcarskem

#### Velká Británie
Plně funkční systém GSM-R se od roku 2007 zkouší na North Clyde Line ve Skotsku. Již několik let před zahájením těchto testů se GSM-R začalo používat v některých lokalitách pouze pro přenos hlasu (pod označením Interim Voice Radio System – IVRS), například na částech West Coast Main Line (WCML) mezi Crewe a Wembley. Britská síť GSM-R má být plně funkční v roce 2013 s náklady 1,2 miliardy liber. Tyto náklady nezahrnují WCML.
- První vlak používající GSM-R na jižním konci WCML vyjel 27. května 2009 (390 034 vyjíždějící v 9:15 z Manchester Piccadilly do stanice London Euston) jako první vozidlo s přepravou cestujících využívající GSM-R (mimo zkoušek ve Strathclyde).
- 2. září 2009 byla zapnuta sekce mezi Rugby a Stoke.
- Network Rail vybavila zkušební vlak pro testování sítě GSM-R. Vlak je složen z vozů patřících dříve Gatwick Expressu. Stroj známý jako Radio Signal Verification (RSV), který byl vyroben na zakázku za 5,9 milionu liber, již začal s monitorováním.
- Zkoušky ERTMS na Cambrian Line mezi Pwllheli a Harlechem byly zahájeny 13. února 2010 a úspěšně dokončeny 18. února 2010. Seznámení strojvedoucích a praktická manipulace se systémem na této trase poskytla vynikající příležitost k monitorování přenosu hlasu po GSM-R za provozu.
- Z Pwllheli uskutečnil jízdu první vlak s ERTMS 2. úrovně v činnosti a s GSM-R jako jediným způsobem hlasové komunikace mezi strojvedoucím a dopravními zaměstnanci.

#### Francie
Ve Francii byla jako první komerční železniční trať s plným pokrytím GSM-R otevřena LGV Est européenne spojující Paříž (Paris-Est) a Strasbourg. Otevření proběhlo 10. června 2007.
- V neděli 10. června 2007 v 6:43 vyjel na této trati první vysokorychlostní vlak ICE německého osobního dopravce DB. Cestoval z Paris-Est do Saarbrückenu v Německu.
- Stejný den v 7:15 vyjel TGV POS, nejnovější generace vysokorychlostních vlaků francouzského dopravce SNCF, ze Štrasburku do Paris-Est.[5]

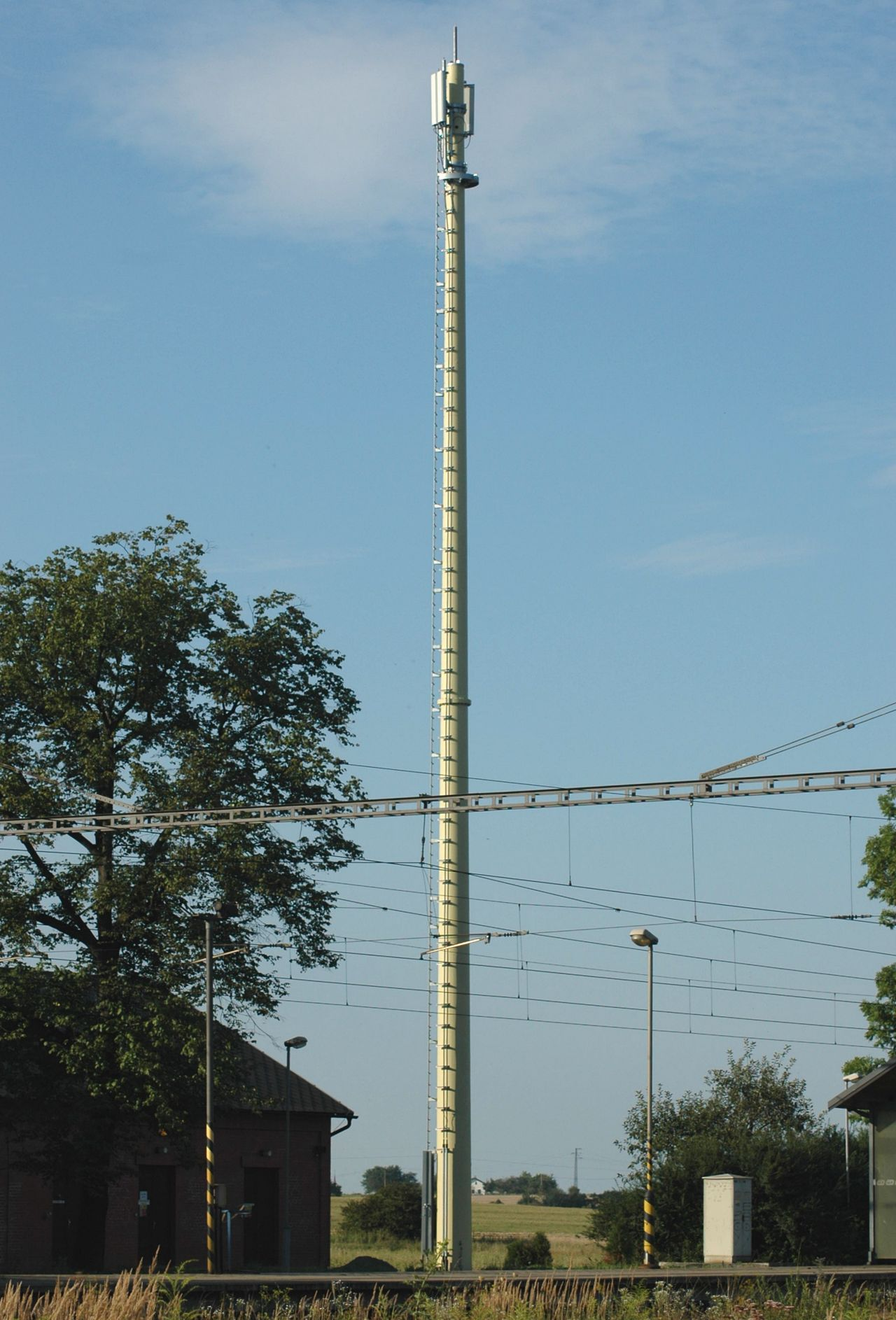
Základnová stanice GSM-R ve stanici Jistebník na síti Správy železnic

#### Norsko
V Norsku byla síť GSM-R spuštěna na všech tratích 1. ledna 2007.

#### Nizozemsko
V Nizozemsku jsou pokryty všechny tratě, starý systém Telerail byl nahrazen pomocí GSM-R v roce 2006.

#### Itálie
V roce 2008 bylo vybaveno infrastrukturou GSM-R více než 9 000 km železničních tratí v Itálii, toto číslo zahrnuje konvenční i vysokorychlostní tratě a více než 1 000 km tunelů. Dohody o roamingu s italskými mobilními operátory umožňují komunikaci na tratích, které nejsou vybaveny přímo systémem GSM-R. Roamingové smlouvy byly vyjednány také s francouzskými a švýcarskými železničními společnostmi a plánuje se rozšíření do dalších zemí.

## GSM-R v České republice

#### Česko
15. října 2009 byla dokončena výstavba GSM-R na 1. národním železničním koridoru spojujícím Děčín, Prahu, Českou Třebovou, Brno a Břeclav. Téhož dne byla zahájena stavební část implementace GSM-R na 2. koridoru v trase Břeclav, Přerov, Petrovice u Karviné. Na těchto dvou stavbách se má po dokončení nacházet 89 základnových stanic a 16 opakovačů.
V říjnu 2021 jsou pokryty sítí GSM-R tyto tratě, traťové úseky, nebo železniční uzly:
- Aš –⁠ Selb
- Cheb –⁠ Schirnding
- Cheb –⁠ Vojtanov
- Cheb –⁠ Plzeň –⁠ Praha
- Plzeň –⁠ České Budějovice
- Ražice –⁠ Putim
- Protivín –⁠ Putim
- České Budějovice –⁠ České Velenice
- České Budějovice –⁠ Gmünd
- České Velenice –⁠ Nová Ves nad Lužnicí
- Čížkovice –⁠ Obrnice
- Bad Schandau –⁠ Ústí nad Labem hl. n. –⁠ Praha
- Děčín –⁠ Kolín
- Dolní Pustevna –⁠ Sebnitz
- Seifhennersdorf –⁠ Varnsdorf –⁠ Großschönau
- Praha –⁠ Olbramovice-Votice
- Praha –⁠ Lysá nad Labem –⁠ Milovice
- Praha –⁠ Kolín
- Poříčany –⁠ Nymburk
- Kolín –⁠ Havlíčkův Brod –⁠ Brno
- Kolín –⁠ Česká Třebová
- Ústí nad Orlicí –⁠ Międzylesie
- Lichkov –⁠ Dolní Lipka
- Česká Třebová –⁠ Brno
- Česká Třebová –⁠ Přerov
- Přerov –⁠ Čadca
- Opava –⁠ Ostrava –⁠ Český Těšin
- Znojmo –⁠ Retz
- Brno –⁠ Břeclav
- Hrušovany u Brna –⁠ Židlochovice
- Šakvice –⁠ Hustopeče
- Přerov –⁠ Břeclav
- Břeclav –⁠ Kúty
- Břeclav –⁠ Bernhardsthal
- železniční uzel Děčín
- železniční uzel Praha
- železniční uzel Ústí nad Labem
- železniční uzel Ostrava
- železniční uzel Přerov

a další úseky železničních tratí přibývají v létech 2022 a 2023.

## Budoucnost –⁠ FRMCS
GSM-R funguje na principu mobilní sítě 2. generace. Existuje předpoklad zvýšení datových toků prostřednictvím železniční mobilní sítě, ke kterému má dojít zejména implementací systému automatického vlakového provozu (ATO) do ETCS. Proto je do budoucna počítáno s povýšením GSM-R na mobilní síť 5. generace, pro kterou se užívá zkratka FRMCS –⁠ Future Railway Mobile Communication System.